# أوناوا لاسي
أوناوا لين لاسي (من مواليد 10 يونيو 1982) محامية أمريكية وحاملة لقب ملكة جمال سابقة، بعدما توجت في 23 من عمرها بلقب مسابقة ملكة جمال نيو مكسيكو الولايات المتحدة الأمريكية 2006 في مسابقة أقيمت في لاس كروسيس، نيو مكسيكو في أكتوبر 2005. كانت هذه أول محاولة لاسي للحصول على اللقب. أصبحت أول حامل لقب ينحدر من غالوب من نيو مكسيكو وأول سيدة من أصل أمريكي أصلي من نافاجو تفوز باللقب ولاية نيومكسيكو. ما منحها حق المشاركة في مسابقة ملكة جمال الولايات المتحدة الأمريكية 2006 في محاولة الحصول على اللقب، حيث لم تحصل ولاية نيو مكسيكو على ملكة جمال الولايات المتحدة الأمريكية منذ عام 1984، على كلا لم تحقق لاسي أي من المراكز المصفة في المسابقة.